# Convento de San Quirce y Santa Julita
El convento de San Quirce y Santa Julita es un monasterio situado en Valladolid (España). Ubicado en la plaza de la Trinidad y ocupado por monjas cistercienses, es uno de los monasterios más antiguos de la ciudad. Es sede de la Cofradía Penitencial de la Sagrada Pasión de Cristo.

## Historia
Creado primitivamente con el título de Santa María de las Dueñas, se ubicaba en la margen derecha del Pisuerga, al otro lado del Puente Mayor, en cuya ubicación posteriormente se estableció el Hospital de San Lázaro.
Juan Antolínez de Burgos situaba el traslado de su primitiva ubicación a la actual en la época de la primera guerra civil castellana, pero Matías Sangrador lo consideraba anterior, basándose en las donaciones hecha por la reina María de Molina y por Teresa Gil en sus respectivos testamentos en el primer tercio del siglo XIV. Sería, por lo tanto, el segundo monasterio más antiguo de la ciudad, tras el monasterio de las Huelgas Reales.
Enrique II de Castilla concedió a las religiosas el privilegio de que su hortelano estuviese exento de pagar los pechos correspondientes, en atención a lo difícil que era hallar quien quisiera cultivar su huerta, situada al otro lado del Pisuerga.
La iglesia fue renovada en el siglo XVI-XVII. En este convento se alojaron las religiosas del convento del Corpus Christi entre 1884 y 1887, mientras se construía su actual monasterio en el paseo del Prado de la Magdalena. En la iglesia se celebraron las funciones parroquiales de la iglesia de San Nicolás desde el día 16 de enero de 1893 hasta el 6 de julio de 1895 a causa del incendio sufrido por aquella el día 15 de enero de 1893.

## Descripción

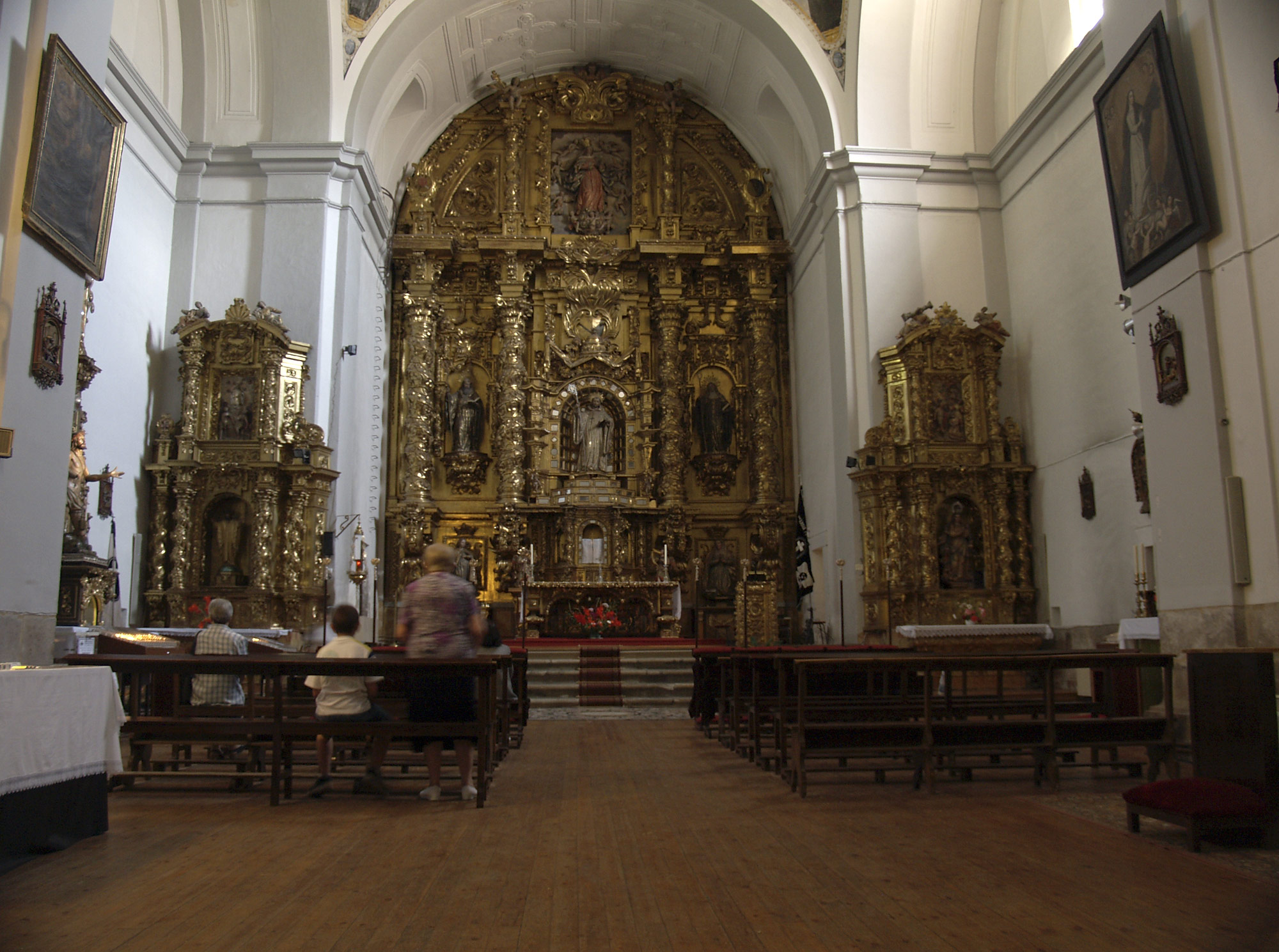
Detalle de los retablos del interior

En su fachada, toda de ladrillo con encajonados de tierra, ofrece un sencillo pórtico de piedra, sobre cuya puerta se ven un bajorrelieve representando la Asunción de la Virgen y a sus lados unos escudos de armas.
La nave tiene forma de cruz latina, cuya arquitectura dórica corresponde a la época del renacimiento, habiéndose terminado en 1632. 
El retablo mayor, que ocupa todo el frente del ábside, está formado en su primer cuerpo de cuatro columnas salomónicas cubiertas de emparrado; en el centro ofrece la imagen de San Bernardo de muy buena escultura, especialmente la cabeza, y en los intercolumnios las de San Benito y una Santa de la Orden, todas de talla. El segundo cuerpo presenta un gran tarjetón rectangular, representando en bajo relieve la Asunción de la Santísima Virgen. 
Tiene otros dos retablos colaterales, consagrados el del evangelio a la Asunción y el de la Epístola a San Bernardo de Quintaval. Frente a la puerta de entrada, en el cuerpo de la iglesia, hay un tercer altar dedicado á San José. Todos estos retablos son dorados. 
El coro pertenece también al orden dórico; es espacioso y de muy buenas luces: en él hay una magnífica sillería de nogal. Con respecto a él decía Ventura Pérez en su Diario de Valladolid:

El año 1744, día 20 de Agosto, se estrenó nuevamente reparado; estuvo la iglesia ricamente adornada; asistió á la función el Ilmo. Sr. Delgado, obispo de esta ciudad; predicó un colegial de Santa Cruz, y el día siguiente hicieron la fiesta de San Quirico; predicó el predicador mayor de la Trinidad descalza, y el día siguiente hicieron la fiesta del Corazón de Jesús; predicó el P. Bastardea, de la Compañía de Jesús, catedrático de esta real Universidad, y se hicieron dos retablos nuevos en el coro; asistió la música de la Santa Iglesia.